# Superpuchar Niemiec w piłce siatkowej mężczyzn (2016)
Superpuchar Niemiec w piłce siatkowej mężczyzn 2016 (VBL Supercup Männer 2016) – pierwsza edycja rozgrywek o Superpuchar Niemiec rozegrana 16 października 2016 roku w Mercedes-Benz Arena w Berlinie. W meczu o Superpuchar udział wzięły dwa kluby: mistrz i zdobywca Pucharu Niemiec w sezonie 2015/2016 – Berlin Recycling Volleys oraz wicemistrz Niemiec – VfB Friedrichshafen.
Pierwszym zdobywcą Superpucharu Niemiec został klub VfB Friedrichshafen.

## Drużyny uczestniczące
| Drużyna                  | Osiągnięcia w sezonie 2015/2016        |
| ------------------------ | -------------------------------------- |
| Berlin Recycling Volleys | mistrzostwo i zdobycie Pucharu Niemiec |
| VfB Friedrichshafen      | finał Pucharu Niemiec                  |

## Mecz
Niedziela, 16 października 2016 – 15:30 (UTC+2) • Mercedes-Benz Arena, Berlin
Widzów: 5624
Czas trwania meczu: 86 minut
Sędziowie: Tobias Markfeld i Robert Ließ
| Berlin Recycling Volleys | 0:3                          | VfB Friedrichshafen    |
| Robert Kromm 13 pkt      | (16:25, 20:25, 21:25) raport | Tomas Rousseaux 16 pkt |

| Poz.              | Nr | Zawodnik           | 1        | 2        | 3        | 4 | 5 | Pkt |
| ----------------- | -- | ------------------ | -------- | -------- | -------- | - | - | --- |
| P                 | 3  | Robert Kromm       | 7 cztery | 8 pięć   | 7 cztery |   |   | 13  |
| Ś                 | 6  | Felix Fischer      | 8 pięć   | 9 sześć  | 2 zmiana |   |   | 4   |
| Ś                 | 8  | Graham Vigrass     | 5 dwa    | 6 trzy   | 5 dwa    |   |   | 5   |
| R                 | 11 | Tsimafei Zhukouski | 9 sześć  | 4 jeden  |          |   |   |     |
| A                 | 12 | Paul Carroll       | 6 trzy   |          |          |   |   | 1   |
| P                 | 13 | Ruben Schott       | 4 jeden  | 5 dwa    | 4 jeden  |   |   | 5   |
| L                 | 4  | Luke Perry         | L        | L        | L        |   |   |     |
| Zmiany            |    |                    |          |          |          |   |   |     |
| Ś                 | 1  | Aleksandar Okolić  |          | 2 zmiana | 8 pięć   |   |   | 4   |
| P                 | 5  | Nikola Kovačević   |          | 2 zmiana | 2 zmiana |   |   |     |
| R                 | 10 | Sebastian Kühner   |          | 2 zmiana | 9 sześć  |   |   | 5   |
| A                 | 16 | Wouter ter Maat    | 2 zmiana | 7 cztery | 6 trzy   |   |   | 10  |
| P                 | 17 | Egor Bogachev      |          |          | 2 zmiana |   |   |     |
| Trener            |    |                    |          |          |          |   |   |     |
| Roberto Serniotti |    |                    |          |          |          |   |   |     |

| Poz.                 | Nr | Zawodnik              | 1        | 2        | 3        | 4 | 5 | Pkt |
| -------------------- | -- | --------------------- | -------- | -------- | -------- | - | - | --- |
| Ś                    | 4  | Andreas Takvam        | 5 dwa    | 5 dwa    | 5 dwa    |   |   | 7   |
| P                    | 5  | David Sossenheimer    | 4 jeden  | 4 jeden  | 4 jeden  |   |   | 7   |
| A                    | 6  | Michal Finger         | 9 sześć  | 9 sześć  | 9 sześć  |   |   | 13  |
| Ś                    | 8  | Georg Klein           | 8 pięć   | 8 pięć   | 8 pięć   |   |   | 6   |
| R                    | 10 | Simon Tischer         | 6 trzy   | 6 trzy   | 6 trzy   |   |   | 3   |
| P                    | 14 | Tomas Rousseaux       | 7 cztery | 7 cztery | 7 cztery |   |   | 16  |
| L                    | 13 | Markus Steuerwald     | L        | L        | L        |   |   |     |
| Zmiany               |    |                       |          |          |          |   |   |     |
| A                    | 11 | Daniel Malescha       |          | 2 zmiana | 2 zmiana |   |   |     |
| Ś                    | 12 | Jakob Günthör         |          |          | 2 zmiana |   |   |     |
| R                    | 17 | Tomáš Kocian          |          | 2 zmiana | 2 zmiana |   |   |     |
| L                    | 3  | Thilo Späth           | L        |          | L        |   |   |     |
| Nie weszli na boisko |    |                       |          |          |          |   |   |     |
| P                    | 7  | Atanasis Protopsaltis |          |          |          |   |   |     |
| P                    | 15 | Armin Mustedanović    |          |          |          |   |   |     |
| Trener               |    |                       |          |          |          |   |   |     |
| Vital Heynen         |    |                       |          |          |          |   |   |     |

## Statystyki meczowe
| BER | STATYSTYKI        | FRI |
| 57  | MAŁE PUNKTY       | 75  |
| 37  | ATAK              | 42  |
| 7   | BLOK              | 8   |
| 3   | SERWIS            | 2   |
| 10  | BŁĘDY PRZECIWNIKA | 23  |

## Wyjściowe ustawienie drużyn
| Schott Vigrass Carroll Kromm Fischer Zhukouski Perry Sossenheimer Takvam Tischer Rousseaux Klein Finger Steuerwald |